# Ровесницька освіта
Ровесницька освіта — принцип організації освіти та відповідні йому педагогічні практики, ключовою умовою успішності навчання в яких визнається становлення дружньої спільноти учнів.

## Історія
Назва була запропонована Євгеном Шулешко, який розробив до початку 1980-х років принципово нову систему початкової та дошкільної освіти дітей від 5 до 10 років, що виключала виникнення «двієчників» як соціального явища і організував її освоєння в сотнях класів і дошкільних груп.
«Ровесники відчувають себе новим поколінням — новою спільністю, якій доступні всі сторони життєдіяльності людей і в якій розбіжності для людей не доводяться до конфліктів. Суть нашого підходу — в організації такого життя дітей, при якому покоління ровесників, що формується, освоює і зберігає старі культурні традиції і, непомітно для себе, створює традиції нові. …А як спосіб, форми досягнення такого результату педагог використовує можливість ненасильно, ненав'язливо, нерегламентовано вводити в оборот життя знання, вміння та навички. Тоді те, що вважалося далекою метою, завжди стає ближньою, а досягнення навченості — далекою». — Шулешко Е. Е. Понимание грамотности. Книга 1. Условия успеха. СПБ., 2011.
Ідеї та методи ровесницької освіти описані в книзі Є. Шулешко «Розуміння грамотності», у роботах А. П. Єршової, В. М. Букатова, А. Н. Юшкова, М. В. Ганькіної та ін.
Хоча принципи ровесництва як ключові для побудови педагогічної практики сформував Е. Шулешко, фактично вони були повноцінно втілені у багатьох знаменитих прецедентах історії освіти: у досвіді Царськосельського ліцею пушкінської доби, у комунарському русі, у фактах становлення багатьох студентських спільнот та наукових шкіл. Співзвучна методам та ідеям ровесницької освіти молодших школярів та педагогіка Селестена Френе.
У багатьох аспектах принципам ровесницької освіти близькі ідеї «подійної спільності» дітей і дорослих, що розвиваються В. І. Слободчиковим, Т. В. Бабушкіною , А. Н. Тубельським.
У сучасній західній психології та педагогіці ряд принципів ровесницької освіти проявляється у підходах, близьких напряму «соціального конструктивізму».